# 2004 MW8
2004 MW8, também escrito como 2004 MW8, é um corpo celeste que é classificado como um centauro, numa classificação estendida de centauros. Ele possui uma magnitude absoluta de 8,5 e tem um diâmetro estimado de cerca de 88 km.

## Descoberta
2004 MW8 foi descoberto no dia 24 de junho de 2004 pelo Canada-France Ecliptic Plane Survey.

## Órbita
A órbita de 2004 MW8 tem uma excentricidade de 0,331 e possui um semieixo maior de 33,364 UA. O seu periélio leva o mesmo a uma distância de 22,328 UA em relação ao Sol e seu afélio a 44,400 UA.